# Gene H. Bell-Villada
Gene H. Bell-Villada (n. 1941) es un crítico literario, novelista, traductor y autor de memorias estadounidense. Sus obras muestran gran interés en la escritura latinoamericana, el modernismo, y el realismo mágico. Posee un doctorado por la Universidad de Harvard y ha sido un profesor en el Williams College desde 1975.
Bell-Villada nació en Haití, hijo de madre hawaiiana y padre euroestadounidense. Fue criado en Puerto Rico, Venezuela y Cuba. Bell-Villada ha escrito de esta experiencia en Estadounidense en el Extranjeroː Creciendo como Gringo en el Trópico.
Su crítica literaria es notable por sus vistas duras hacia Vladimir Nabokov. Arte para el bien del arte y la vida Literaria era tan negativa en su valoración que los editores Semanalmente describieron él como "bilious análisis" del ruso-escritor americano nacido.  Bell-Villada explica la animosidad por decir que él es un "discípulo apóstata" de Nabokov.

## Lista de obras por Bell-Villada
- Garcia Márquez: El Hombre y Su Trabajo (1990)
- El Misterio de Carlos Chadwick: Una Novela de la Vida Universitaria y el Terror Político (1990)
- El Pianista a Quién le Gustó Ayn Rand: Una Novela y 13 Historias (1998)
- Arte para el bien del arte (1998)
- Borges y Su Ficción: Una Guía a Su Arte y Mente (2000)
- En el extranjero americano: creciendo como gringo en los Trópicos (2005)
- En Nabokov, Ayn Rand y la Mente Libertaria (2013)